# Министерство иностранных дел Боливии
Министерство иностранных дел и сотрудничества Боливии (МИД Боливии, исп. Ministerio de Relaciones Exteriores de Bolivia) —  орган исполнительной власти Боливии, осуществляющий функции по выработке и реализации государственной политики в сфере внешней политики, международных отношений, международного сотрудничества и развития Боливии.
Министерство возглавляет министр, назначаемый на должность и освобождаемый от должности Президентом Боливии.

## История
МИД появился после получения независимости в 1825 году. Первым министром стал Факундо Хасинто Инфанте в 1826 году. В 20-м веке МИД Боливии стало играть важную роль в формировании внешней политики страны, её территориальной целостности, а также в урегулировании споров с соседними государствами, такими как Чили и Перу, особенно в контексте потери выхода к морю в результате Тихоокеанской войны (1879-1883).
В ноябре 2024 года Боливия стала страной-партнером БРИКС.

## Дипломатические миссии
Боливия имеет 32 дипломатические миссии в разных странах.

## Список министров
С 2023 года должность министра занимает Селинда Соса. Она пообещала начать работать над вступлением страны в БРИКС.

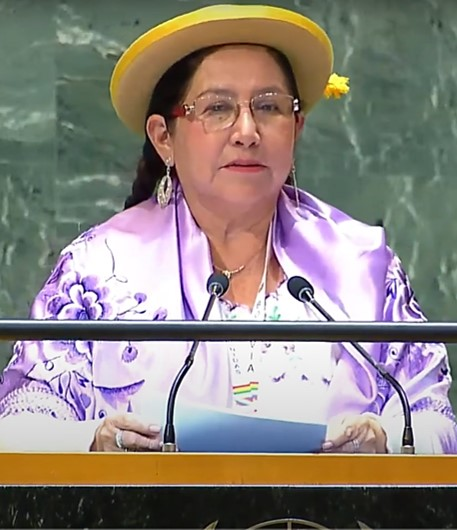
Селинда Соса

| Годы         | Имя                                  |
| ------------ | ------------------------------------ |
| 2023 — н. в. | Селинда Соса                         |
| 2020—2023    | Рохелио Майта                        |
| 2019—2020    | Карен Лонгарик                       |
| 2018—2019    | Диего Пари Родригес                  |
| 2017—2018    | Фернандо Уанакуни                    |
| 2006—2017    | Давид Чокеуанка                      |
| 2005—2006    | Армандо Лоайса                       |
| 2003—2005    | Хуан Игнасио Силес                   |
| 2002—2003    | Карлос Сааведра Бруно                |
| 2001—2002    | Густаво Фернандес Сааведра           |
| 1997—2001    | Хавьер Мурильо де ла Роша            |
| 1993—1997    | Антонио Аранибар Кирога              |
| 1993         | Роберто Пенья Родригес               |
| 1992—1993    | Рональд Маклин Абароа                |
| 1989—1992    | Карлос Итурральде Балливиан          |
| 1989         | Валентин Абесия Бальдивьесо          |
| 1986—1989    | Гильермо Бедрегаль Гутьеррес         |
| 1985—1986    | Гастон Араос Леви                    |
| 1985         | Антонио Санчес                       |
| 1985         | Эдгар Камачо Омисте                  |
| 1984—1985    | Густаво Фернандес Сааведра           |
| 1983—1984    | Хосе Ортис Меркадо                   |
| 1983         | Марсиаль Тамайо Саенс                |
| 1982—1983    | Марио Веларде Дорадо                 |
| 1982         | Агустин Сааведра Вайзе               |
| 1981—1982    | Гонсало Ромеро Альварес Гарсия       |
| 1981         | Марио Ролон Анайя                    |
| 1980—1981    | Хавьер Черруто Кальдерон де ла Барка |
| 1980         | Гастон Араос Леви                    |
| 1979—1980    | Хулио Гарретт Айллон                 |
| 1979         | Гильермо Бедрегаль Гутьеррес         |
| 1979         | Густаво Фернандес Сааведра           |
| 1979         | Хорхе Эскобари Кусиканки             |